# Cerro del Azufre
Cerro del Azufre är ett berg i Chile.   Det ligger i provinsen Provincia de El Loa och regionen Región de Antofagasta, i den norra delen av landet, 1 300 km norr om huvudstaden Santiago de Chile. Toppen på Cerro del Azufre är 5 846 meter över havet.
Terrängen runt Cerro del Azufre är bergig åt nordost, men åt sydväst är den kuperad. Trakten runt Cerro del Azufre är nära nog obefolkad, med mindre än två invånare per kvadratkilometer.. Det finns inga samhällen i närheten. 
Trakten runt Cerro del Azufre är ofruktbar med lite eller ingen växtlighet.